# 眼斑海鹿
眼斑海鹿（学名：Aplysia oculifera）为海鹿科海鹿屬下的一个种。